# Andriej Abduwalijew
Andriej Chakimowicz Abduwalijew (ros. Андрей Хакимович Абдувалиев; ur. 30 czerwca 1966 w Leningradzie) – były lekkoatleta – młociarz, mistrz olimpijski, dwukrotny mistrz świata, reprezentujący kolejno: ZSRR, WNP, Tadżykistan oraz Uzbekistan (w latach 1997–2000 – w barwach tegoż kraju startował na igrzyskach olimpijskich w Sydney).

## Osiągnięcia
- złoty medal mistrzostw Europy juniorów (Chociebuż 1985)
- złoto igrzysk olimpijskich (Barcelona 1992)
- złoty medal mistrzostw świata (Stuttgart 1993)
- 1. miejsce podczas finału Grand Prix IAAF (Paryż 1994)
- 1. miejsce na Pucharze świata (Londyn 1994)
- złoto mistrzostw świata (Göteborg 1995)
- 3. miejsce w finale Grand Prix IAAF (Moskwa 1998)
- 3. miejsce podczas Pucharu świata (Johannesburg 1998)

## Rekordy życiowe
- Rzut młotem – 83,46 m (1990) – 12. wynik w historii światowej lekkoatletyki[1]